# Лугати II (Венеција)
Лугати II (итал. Lugatti II) је насеље у Италији у округу Венеција, региону Венето.
Према процени из 2011. у насељу је живело 94 становника. Насеље се налази на надморској висини од 7 м.